# Белый, Сидор Игнатьевич
Си́дор Игна́тьевич Бе́лый (1716 (по другим данным около 1735 года), на Херсонщине — 20 июня 1788, Очаков) — войсковой есаул Войска Запорожского Низового, предводитель дворянства Херсонского уезда, первый кошевой атаман Черноморского казачьего войска, полковник русской армии, активный участник русско-турецких войн второй половины XVIII столетия.

## Биография
О месте рождения, детстве и юности Сидора Белого мало что известно. Точно даже неизвестно как правильно произносить его фамилию. Сам он подписывал все документы Сидор Белой. Архивариус войскового архива Кубанского казачьего войска П. П. Короленко считал, что Сидор Белый происходил из дворян Новороссийской губернии Херсонского уезда.:5
Его имя впервые встречается в документах Запорожской Сечи 1768 года, когда он уже был «войсковым асаулом» — должность четвёртая в сечевой иерархии. Во время Русско-турецкой войны 1768—1774 годов отличился и 12 октября 1770 года в числе иных старшин Сечи был награждён Екатериной Великой:
Нашей Военной Коллегии. За оказанные в прошлую и нынешнюю кампании отлично храбрые противу неприятеля поступки и особливое к службе усердие всемилостивийше пожаловали мы Войска Запорожского … есаула Сидора Белого … золотыми медалями с портретом нашим, высочайше повелевая Военной Коллегии оные им всем доставить
По окончании войны, результатами которой явилось присоединение к России земель между Бугом и Днепром, казаки надеялись получить в своё владение часть этих земель, взамен тех сечевых, которые российское правительство раздавало колонистам из Европы и помещикам из Великоросии. Делегация Запорожских казаков под началом Сидора Белого отбыла в Санкт Петербург в конце 1774 года с ходатайством о возвращении казакам их прежних сечевых земель — «вольностей» — и наделении новыми «вольностями». Делегацию в Петербурге ждал провал. В июне 1775 года Сечь была ликвидирована. Нахождение в тот момент за пределами Сечи (на пути из Петербурга в Сечь) спасло членов делегации от унижения.
После ликвидации Сечи, российское правительство, желая заручиться лояльностью казацких старшин, не скрывшихся на турецких землях, наделяла их землями, присваивало армейские чины и принимало на государственную службу. Сидор Белый, вполне показав свою лояльность, получил в потомственное владение 9 тысяч десятин земли в Новороссийской губернии и 60 десятин «населённой дачи» на реке Ингульце. В 1783 году он был избран предводителем дворянства Херсонского уезда Новороссийской губернии.
В 1784 году он подал на имя Екатерины Великой прошение на разрешение формирования из оставшихся в Новороссийском крае казаков казачьего войска, по примеру Донского, то есть, семейных, в отличие от запорожского коша, так как в манифесте об упразднении запорожского войска подчёркивалось, что одной из причин является бессемейный образ жизни запорожского коша. Был получен положительный ответ, но собрать казаков в войско в тот момент не получилось.:11
Во время путешествия Екатерины Великой в Крым казацкие старшины, в число которых входил Сидор Белый, находились в эскорте императрицы. В Кременчуге они передали ей прошение об организации из бывших запорожцев «Войска верных казаков». В этот момент новая война с Турцией была уже очевидна, российскому правительству необходимо было мобилизовать все имеющиеся силы, и согласие было дано.:246 В память о своём проезде через Херсонский уезд императрица подарила предводителю уездного дворянства золотую табакерку.
Новосозданное войско набирало «охотников» в два отряда — конный и пеший. Начальство над обеими отрядами было поручено Белому. К концу 1788 года в отряды набралось около 600 человек волонтёров. В это же время он был выбран казаками «кошевым атаманом», но выборы происходили скорее в дань традиции, по той причине, что в то время атаманы уже назначались российским правительством.
Сидор Белый избрал местом Коша (укр. Кіш) урочище Василькове на реке Буг. В его распоряжении были отряд конных казаков под командой Захария Чепеги и гребная флотилия, состоящая из казацких «чаек», «дубков» и скампавей.
С окончанием зимы военные действия активизировались. Турецкий флот Гасан-паши, состоявший из примерно 100 кораблей разных классов, стремился прорваться к Херсону, чтобы уничтожить кораблестроительные верфи и строящиеся на них русские корабли. Против турецкого флота оперировали Днепровский парусный флот под командованием Пола Джонса, состоявший из двух дюжин кораблей разных классов и галерный флот адмирала принца Нассау, состоявший из примерно 70-ти гребных судов. Казацкая флотилия была 3 июня присоединена к флотилии принца.
7 июня 1788 на водах Днепровско-Бугского лимана началось сражение, вошедшее в историю под названием «лиманского сражения». За действия в первый день этого сражения — 7 июня — Сидору Белому был пожалован чин полковника, а рядовым казакам — по 1 рублю. 16 июня в результате неудачных манёвров турецкий флагманский корабль сел на мель. Русский флот решил воспользоваться этим и 17 июня повёл атаку на турецкий флот, который окружил своего флагмана. Хотя численное преимущество было на стороне турок, но преимущества русских в манёвре и инициативе принесли им полную победу. В этом деле юркие казацкие «чайки» ходили на турецкие корабли на абордаж, но не все атаки заканчивались удачно — 235 казаков попали в плен, трое было убито, восемь тяжело ранено, среди них Сидор Белый. 19 июня того же года он скончался.
Сидор Игнатьевич Белый был похоронен со всеми воинскими почестями в Александровской церкви Кинбурна. Внимание к его ранению и печаль по поводу его гибели высшего армейского начальства (А. В. Суворова, Г. А. Потёмкина) указывает на то, что Сидор Белый был для них не просто атаманом диковинного казацкого войска, а авторитетным и уважаемым командиром.

## Семья
Сидор Игнатьевич был женат на Марии Даниловне. Имел четырёх сыновей (Николая, Василия, Тимофея, Александра) и трёх дочерей — Александру (умерла в младенчестве), Марию (в замужестве Бредихину) и Анну (в замужестве Иванову).

### Фамильный герб
На печати войскового есаула Сидора Белого было изображено сердце, на котором размещались скрещённые сабля и стрела.

## Память о Белом

### ВРоссийской императорской армии
1-му Полтавскому полку Кубанского казачьего войска было пожаловано «Вечное Шефство кошевого атамана Сидора Белого». В Высочайшем повелении от 26 августа 1904 года было сказано:
В вечное сохранение и напоминание славных имён военачальников Кубанского войска, водивших его к победам, повелено придать первоочередным полкам: … Полтавскому, … имена: … кошевого атамана Сидора Белого, …

### Топонимика
В 1912 году хутор Максименкова Балка станицы Кисляковской был переименован в Белый, в честь С. Белого.

### Общественные учреждения
В 2012 году средней общеобразовательной школе № 10 г. Сочи присвоено имя атамана С. И. Белого.

### Нумизматика
Приднестровский Республиканский Банк, серия «Приднестровье — край казачий», номинал 100 рублей, серебро

### Монументы
Бронзовая фигура Сидора Белого входила в монументальную композицию памятника Екатерине Великой в Екатеринодаре, созданного скульптором Михаилом Микешиным, и открытого 6 мая 1907 года. Памятник был уничтожен большевиками в 1920 году. В этой композиции Сидор Белый представлен в числе трёх первых атаманов Черноморского войска, вместе с Захарием Чепегой и Антоном Головатым. Отдельно стоит фигура Григория Потёмкина, много сделавшего для воссоздания казачьего войска после упразднения Запорожской Сечи. Памятник был восстановлен в прежнем виде скульптором Александром Аполлоновым и торжественно открыт 8 сентября 2006 года.
На фотографии слева показан современный, восстановленный, памятник императрице Екатерине.